# RU-38 (hokej na lodzie)
RU-38 – fiński klub hokeja na lodzie z siedzibą w Pori.
W 1967 klub połączył się z Porin Karhut, wskutek czego powstał Porin Ässät.

## Sukcesy
- Puchar Finlandii: 1965
- Złoty medal mistrzostw Finlandii: 1967 (SM-sarja)

## Zawodnicy
Wychowankami klubu byli m.in. Veli-Pekka Ketola, Pekka Rautakallio. Do 1967 w zespole występował Raimo Kilpiö (zob. trofeum Raimo Kilpiö).